# Stanislav Rakús
Stanislav Rakús (Súr, 1940. január 20. –) szlovák író, irodalomtörténész és egyetemi tanár.

## Élete
1940. január 20-án született egy szabó családjában Súrban. 1957-ben elvégezte a nagyszombati középiskolát, majd szlovák és orosz nyelvet tanult az Eperjesi Egyetemen. 1963 és 1964 között a tőketerebesi iskola, 1964 és 1969 között a munkavállalók középiskolájának tanára volt. 1969 óta a szlovák irodalom története és az irodalom elmélete professzora az Eperjesi Egyetem Bölcsészettudományi Karán. 1966-től 1968-ig a kassai Állami Bábszínház külső dramaturgja volt. 1973-ban filozófia doktori fokozatot szerzett, 1981-ben megvédte a kandidátusi fokozatot (CSc.), 1996-ban megszerezte a tudományok doktora (DSc.) címet. Kassán él.

## Munkássága
Az 1960-as években kezdődött a pályafutása, amikor novellákat és egy kisregényt írt, vélemények, cikkek jelentek meg tőle több magazinban (Slovenské pohľady, Mladá tvorba, Romboid, Matičné čítanie stb.) Az irodalomtudomány területén elsősorban a modern szlovák próza kérdéseire összpontosított (Peter Jilemnický, Rudolf Jašík, Milo Urban stb.). A próza területén munkáinak alapja egy erőteljes élettapasztalat, amelyet a mesemondás közvetít, és amely lehetővé teszi számára, hogy motívumokkal szabadon dolgozzon. Számos új kompozíciós technikát is alkalmaz, ami munkáját innovatívvá teszi.

## Művei

### Próza felnőtteknek
- Žobráci (regény, 1976) Koldusok
- Pieseň o studničnej vode (novellák, 1979) Egy dal a kútvízről
- Temporálne poznámky (1993) Időbeli megjegyzések
- Nenapísaný román (2004) Íratlan regény
- Excentrická univerzita (regény, 2008) Excentrikus Egyetem[1]
- Telegram (2010) A  távirat

### Próza gyermekek számára
- Mačacia krajina (1986) Macskatáj